# Оскар Писториус
Оскар Писториус (на английски: Oscar Pistorius) е олимпийски и параолимпийски лекоатлет от Южна Африка.
Става известен с върховите си постижения на 100, 200 и 400 метра гладко бягане, въпреки факта, че тича с протези, защото и двата му крака са ампутирани.

## Състезателна кариера
Оскар участва в състезания с обикновени атлети и изненадващо показва по-добри резултати от тях и дори се доближава като резултат до световния шампион на 400 метра – Джеръми Уоринър.
Недопускането му до участие като редовен състезател на Олимпиадата в Пекин през 2008 поражда много спорове. Според голяма част от подкрепящите го – в никакъв случай не може да се твърди, че протезите му дават някакво предимство пред останалите атлети. Това твърдение е представено като причина за недопускането му от световната атлетическа асоциация (IAAF).
Участва на Олимпиадата в Лондон през 2012, където се класира за полуфиналите на 400 метра.

## Скандал
Писториус за кратко има връзка с 29-годишната манекенка Рийва Стийнкамп, която застрелва на 14 февруари 2013 г. през затворената врата на банята. Писториус твърди, че убийството е станало по погрешка – бил взел приятелката си за крадец. Според полицията убийството е умишлено и уточняват, че и друг път са имали сигнали за инциденти от „домашен характер“ в дома на състезателя Следващата година е осъден на 5 години затвор за непредумишлено убийство.
През ноември 2017 г. Върховният апелативен съд на Южна Африка увеличава присъдата на 13 години и шест месеца. През ноември 2021 г. южноафриканските затворнически власти предприемат първите процедурни стъпки, за да обмислят условно освобождаване, което по-късно му е предоставено през ноември 2023 г.
Писториус е освободен условно на 5 януари 2024 г. със спазване на условията до изтичането на присъдата му на 5 декември 2029 г.